# Бобровицький районний історико-краєзнавчий музей
Бобровицький районний історико-краєзнавчий музей — розташований у місті Бобровиця по вулиці Івана Франка, 1.

## Історія
Будувати музей розпочали в 1984. Урочисто відкрили в 1986, у дні святкування Перемоги.
Станіслав Змачинський, на той час пенсіонер, лікар, відмінник охорони здоров'я СРСР, нагороджений почесною грамотою та медаллю Радянського фонду миру, передав для будівництва музею значну частину власних коштів. Багато зусиль для будівництва музею доклав перший секретар райкому партії Микола Іванченко. Понад 1500 експонатів зібрали юні слідопити.
Будувати музейне приміщення допомагали художник-монументаліст В. П. Петров і скульптор М. Д. Орлов.
Станіслав Змачинський став давати щомісячно по 70 крб. (на той час це немалі гроші) на заробітну плату директору музею.

## Експозиція
У експозиції музею представлено речі 16-18 століття, а саме: посуд, кераміка, предмети з металу, бронзи та міді, старовинні ікони, рушники, предмети одягу та предмети побуту.
В експозиції також експонуються документи, фотографії та особисті речі, пов'язані з життям та діяльністю винахідника першої автоматичної зброї Якова Рощепія, видатного поета Павла Тичини, українського науковця, літератора і просвітника Анатолія Погрібного та відомого художника, автора української гривні Василя Лопати.
Представлені й документи, що стосуються життя і діяльності декабристів Сергія та Марії Волконських, Олександра Поджіо. Зокрема, на території району знаходиться єдине поховання декабристів в Україні.
Для відвідувачів представлено 6 експозиційних залів:
1. Подорож в далеке минуле рідного краю.
2. Бобровиччина в період реформи 1861 року.
3. Українська революція на Бобровиччині. Бобровицький район в передвоєнний період. Голодомор 1932—1933 років.
4. Бобровиччина в Великій Вітчизняній війні.
5. Розвиток району на сучасному етапі.
6. Видатні особистості — наші земляки.

## Директори музею
Серед керівників музею: 
- Замай Гнат Петрович — перший директор;
- Череп Тетяна Павлівна — завідувала музеєм в 2006—2010.
- Мулярчук Алла Юріївна — з 2011.